# Carrickglass

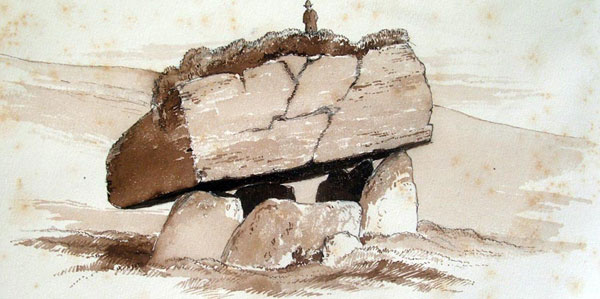
William Frederick Wakeman, um 1879
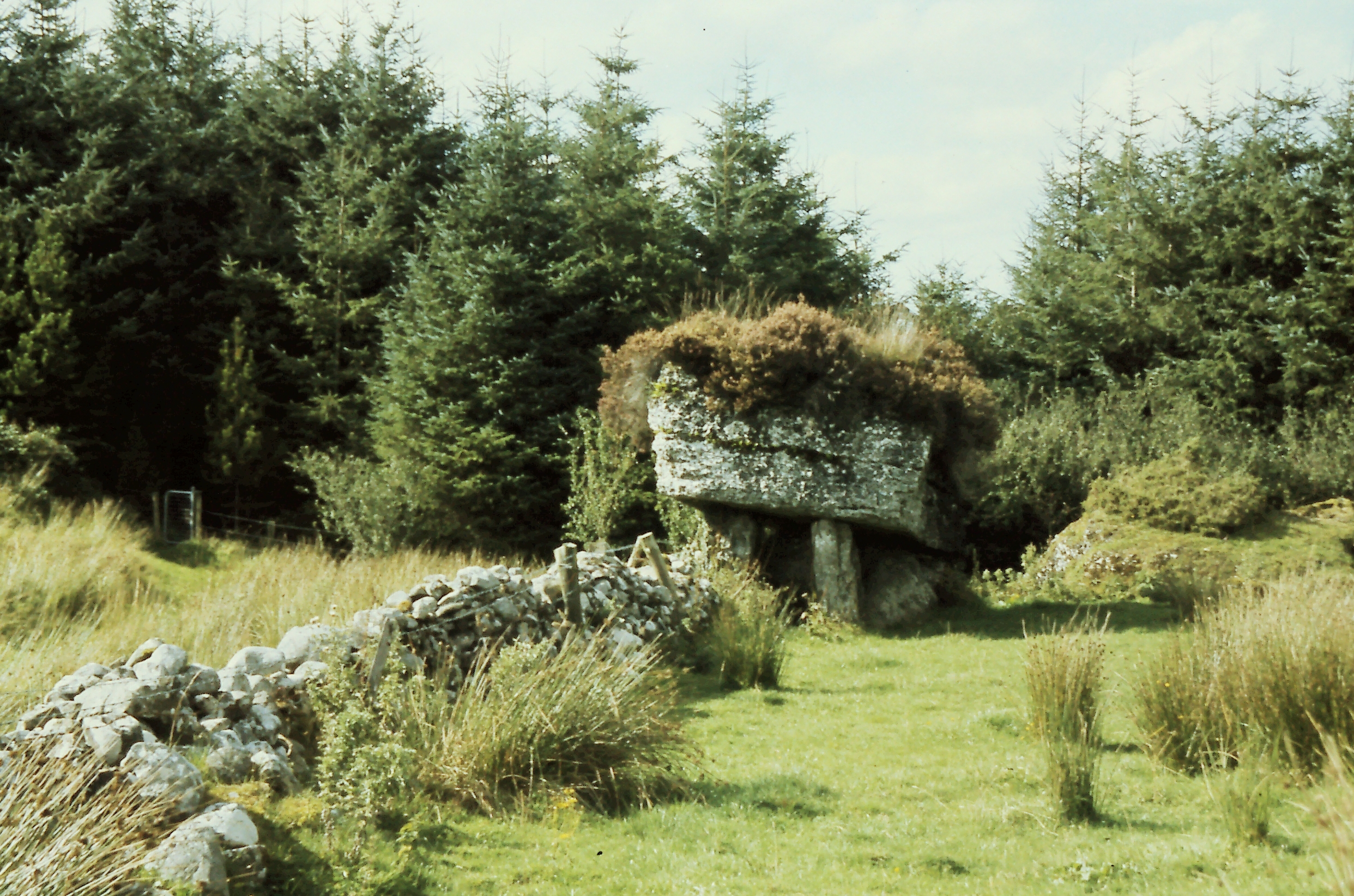
Carrickglass oder Labby-Rock
Carrickglass oder Labby-Rock 1890

Carrickglass (oder der Labby-Rock, irisch An Carraig Glas), (deutsch „der grüne Fels“) im County Sligo in Irland wird von Kenneth McNally der Clown unter den irischen Dolmen genannt. Er bildet aufgrund der Proportionen das bizarrste Vermächtnis der neolithischen Megalithbaumeister des 4. Jahrtausends v. Chr.

## Beschreibung
Über beinahe zierlichen Tragsteinen liegt ein Deckstein aus grobkörnigem Kalkstein mit einem Gewicht von etwa 70 Tonnen. Der mit Heidekraut bewachsene massive Block ist etwa 4,5 m lang, 2,7 m breit und 2,4 m dick. Wie diese Masse in ihre Position, etwa 1,3 m über dem Boden, gehoben wurde, ist unbekannt. Vermutlich stammt der Deckstein von dieser Stelle, da es schwer vorstellbar ist, dass er transportiert worden sein könnte. Die Kammer des Portal Tomb misst etwa 1,8 × 0,9 m. Die Anlage ist in letzter Zeit nicht ausgegraben worden, aber im 19. Jahrhundert wurde hier Leichenbrand entdeckt. Der Zugang war mit Türplatten verschlossen. Als Portal Tombs werden Megalithanlagen auf den Britischen Inseln bezeichnet, bei denen zwei gleich hohe, aufrecht stehende Steine mit einem Türstein dazwischen, die Vorderseite einer Kammer bilden, die mit einem gewaltigen Deckstein bedeckt ist.
Dieses abseits gelegene Denkmal liegt am Feldrand hinter einem Bauernhof, in der Nähe des nördlichen Endes des Lough Arrow, bei Heapstown etwa 6,4 km westnordwestlich von Ballyfarnham.

## Legende
Nuada, der König der Túatha Dé Danann, der in der zweiten Schlacht von Moytirra getötet wurde, soll unter dem Labby Rock begraben sein.